# Agonostomus telfairii
Agonostomus telfairii é uma espécie de peixe da família Mugilidae.
Pode ser encontrada nos seguintes países: Comores, Madagáscar, Maurícia, Mayotte e Reunião.